# Йосму
Йосму (на шведски: Ösmo) е град в лен Стокхолм, източната част на централна Швеция, община Нюнесхамн. Намира се на 47 km на югоизток от централната част на столицата Стокхолм и на 10 km на север от общинския център Нюнесхамн. Има жп гара. Населението на града е 3947 жители, по приблизителна оценка от декември 2017 г.